# Veiloor
Veiloor es una ciudad censal situada en el distrito de Thiruvananthapuram en el estado de Kerala (India). Su población es de 22816 habitantes (2011). Se encuentra a 24 km de Thiruvananthapuram y a 44 km de Kollam.

## Demografía
Según el censo de 2011 la población de Veiloor era de 22816 habitantes, de los cuales 10548 eran hombres y 12268 eran mujeres. Veiloor tiene una tasa media de alfabetización del 91,55%, inferior a la media estatal del 94%: la alfabetización masculina es del 94,72%, y la alfabetización femenina del 88,89%.